# Francisco Antonio Encina
Francisco Antonio Encina Armanet (Talca, 10 de setembro de 1874 — Santiago, 23 de agosto de 1965) foi um historiador, político e ensaísta chileno. Filho de Pacífico Encina Romero (1846-1900), deputado entre os anos de 1885 e 1894, e Justina Armanet Vergara, pertencente a uma importante família de fazendeiros que teve uma grande influência social e política na zona de Maule.
Antonio Encina formou-se advogado pela Universidade do Chile em 1896 e ingressou na atividade política como deputado pelo Partido Nacional em 1906. Suas idéias econômicas e educacionais levaram-no a publicar o seu primeiro livro: "Nuestra Inferioridad Económica" (1912). Tentou, sem sucesso, formar o Partido Nacionalista junto com outros intelectuais da época.
Vivendo no campo, Encina colecionou documentos e livros sobre a história do Chile, lançando na década de 1930 uma nova e polêmica obra: Portales. A esta, seguiu o seu mais célebre livro: "A história do Chile desde a Pré-história até 1891", editada em 20 tomos pela Editora Nascimento.
Foi galardoado com o Prêmio Nacional de Literatura em 1955.

## A História do Chile

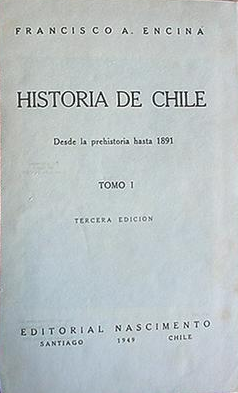
Primeira página da História do Chile. Edição de 1949.

Esta é a sua obra máxima, mas não menos polêmica. Ela é acusada de ser racista, por tratar diretamente os indígenas como "raças inferiores", além de usar uma teoria segundo a qual o comportamento político das pessoas está determinado pelas raças que integram o seu sangue.
Encina também é acusado de plagiar Diego Barros Arana, autor da História Geral do Chile. Seus defensores foram poucos, entre eles o crítico literário Hernán Díaz Arrieta Alone e o secretário-discípulo de Encina, Leopoldo Castedo, que fez um resumo de sua história em três tomos eliminando os elementos racistas e agregando iconografia.
Apesar das críticas, a obra teve uma popularidade maior do que a esperada e é considerada o maior trabalho historiográfico individual do século XX no Chile.

## Obras
- La educación económica y el liceo. (1912)
- Nuestra inferioridad económica, sus causas, sus consecuencias. (1912) e-book em formato pdf (29.024 kb)
- Portales: Introducción a la Historia de la época de Diego Portales. (1934)
- El nuevo concepto de la Historia. (1935)
- La literatura histórica chilena y el concepto actual de la historia. (1935) e-book em formato pdf (42.533 kb)
- Historia de Chile desde la prehistoria hasta 1891 (20 tomos). (1952)
- La entrevista de Guayaquil: Fin del protectorado y defunción del ejército libertador chileno. (1953)
- Emancipación de la presidencia de Quito, del Virreinato de Lima y del Alto Perú. (1954)
- Resumen de la Historia de Chile (redacción de Leopoldo Castedo). (1954)
- La relación entre Chile y Bolivia (1841-1963). (1963)

## Prêmios
Francisco Antonio Encina ganhou o Prêmio Nacional de Literatura do Chile em 1955.